# Arthur Hjelt
Arthur Ludvig Mikael Hjelt (ur. 18 października 1868 w Helsinkach, zm. 13 marca 1931 tamże) – fiński teolog, syn lekarza, Otto Hjelta.

## Życiorys
Jego rodzicami byli architekt August Otto Edvard Hjelt i Yolanda Aurora Thuneberg. Maturę zdał w 1886, natomiast licencjat i magisterium uzyskał w 1890. Kolejny licencjat (z filozofii) zdobył w 1892, a doktoryzował się w 1894. W 1896 został magistrem teologii, natomiast doktoryzował się w tym zakresie w 1907. W 1911 odbył wyprawę do Palestyny i na Półwysep Synaj. Interesował się językami biblijnymi i egzegezą starotestamentową. Był profesorem Uniwersytetu w Uppsali w latach 1901-1904 i 1904-1926, a także profesorem egzegezy Nowego Testamentu w latach 1926-1931 oraz asystentem kierownika Gabinetu Monet Uniwersytetu w Uppsali w latach 1892-1904 i 1904-1931. Pełnił funkcję kuratora Związku Studentów Zachodniej Finlandii w latach 1894-1896, inspektora Związku Studentów Południowego Pohjalainen w latach 1908-1912 i inspektora Związku Studentów Południowo-Zachodniej Finlandii w latach 1929-1931.
Pochowany został na Cmentarzu Hietaniemi w Helsinkach.
Jego żoną była Maria Aino.
Upamiętnia go nazwa Hotelu Arthur w Helsinkach oraz ulica Hjeltinkatu w Turku.